# Li Ang (joueur de go)
Pour l’article homonyme, voir Li Ang (écrivain).
 (août 2021).
Si vous disposez d'ouvrages ou d'articles de référence ou si vous connaissez des sites web de qualité traitant du thème abordé ici, merci de compléter l'article en donnant les références utiles à sa vérifiabilité et en les liant à la section « Notes et références ».
Li Ang (李昂) est né le 1er septembre 1981 à Pékin, en Chine, est un joueur de go professionnel 3e dan. Il est également l’entraîneur principal de l’équipe de go junior de Pékin. Au fil des années, il a été le professeur de plusieurs centaines de jeunes joueurs de go, notamment Chen Yaoye, actuellement 9e dan professionnel, et une vingtaine d'autres jeunes professionnels. Sa sœur Li Yue et lui ont rédigé et publié ensemble 28 livres concernant le go. Depuis 2004, Ang enseigne le go sur le serveur internet KGS (Kiseido Go Server) sous le pseudonyme de Lyonweiqi. Ang est également venu plusieurs fois en Europe, où il a notamment donné des ateliers de go en Allemagne, en Suisse, en Autriche, en Espagne ainsi que dans d’autres pays.